# 威廉·斯特林 (生理学家)
威廉·斯特林（英語：William Stirling，1851年1月26日—1932年10月1日）是一位苏格兰生理学家，爱丁堡皇家学会会员，曾为曼彻斯特维多利亚大学教授，1906年至1909年任富勒生理学教授。